# مایک بارتلت
مایک بارتلت (انگلیسی: Mike Bartlett؛ زادهٔ ۷ اکتبر ۱۹۸۰) نمایشنامه‌نویس اهل بریتانیا است.
از فیلم‌ها یا سریال‌های تلویزیونی که وی در آن‌ها نقش داشته‌است، می‌توان به دکتر فاستر، دکتر هو و نشریات اشاره نمود.
همچنین برندهٔ جوایزی همچون جایزه لارنس الیویه شده‌است.